# Mastigostyla tunariensis
Mastigostyla tunariensis är en irisväxtart som först beskrevs av Robert Crichton Foster, och fick sitt nu gällande namn av Pierfelice Ravenna. Mastigostyla tunariensis ingår i släktet Mastigostyla och familjen irisväxter. Inga underarter finns listade i Catalogue of Life.